# Bachillerato
Il Bachillerato è una scuola secondaria presente in Spagna e in America Latina.

## In Spagna
In Spagna il bachillerato è una scuola secondaria post obbligatoria dalla durata di due anni più uno per chi vuole accedere all'università. È frequentato da ragazzi aventi un'età tra i 16 e i 18 anni ed è suddiviso in quattro indirizzi: Arti visive, Scienze e Tecnologia, Studi umanistici e Scienze Sociali.

### Struttura
| Materie comuni                   | I | II |
| -------------------------------- | - | -- |
| Lingua e Letteratura Spagnola    | 3 | 4  |
| Educazione Fisica                | 2 | -  |
| Filosofia                        | 3 | 3  |
| Lingua straniera                 | 3 | 3  |
| Lingua e Letteratura coufficiale | 3 | 3  |
| Religione                        | 1 | 2  |

#### Materie Facoltative
| Materie Facoltative             | I | II |
| ------------------------------- | - | -- |
| Seconda Lingua Straniera        | 4 | 4  |
| Psicologia e Sociologia         | 4 | 4  |
| Educazione Fisica               | 4 | 4  |
| Inglese pratico                 | 4 | 4  |
| Informatica e Telecomunicazioni | 4 | -  |
| Comunicazione audiovisiva       | 4 | 4  |